# Heinrich Wilhelm von Gerstenberg
Heinrich Wilhelm von Gerstenberg (ur. 3 stycznia 1737 w Tondern w Szlezwiku, zm. 1 listopada 1823 w Altonie (obecnie część Hamburga) – niemiecki poeta i dramatopisarz.

## Życiorys
Dzięki dziełu Gedicht eines Skalden (1766) jest uważany za twórcę tzw. poezji bardów. W trzytomowej rozprawie Briefe über die Merkwürdigkeiten der Literatur (1766–1767) zawarł entuzjastyczną pochwałę twórczości Szekspira przeciwstawionej francuskiemu klasycyzmowi. W 1767 wydał szkic Versuch über Werke und Genie, czym przyczynił się do powstania charakterystycznej dla okresu Sturm und Drang teorii dramatu, której założenia zrealizował w swoim głównym dziele - Ugolino z 1768.